# Білоус Наталія Валентинівна
Білоус Наталія Валентинівна (нар. 21 серпня 1967, Харків, СРСР) — український фахівець у галузі програмної інженерії, кандидат технічних наук, доцент, Лауреат Державної премії України в галузі науки і техніки.

## Наукова діяльність
У 1988 році закінчила Харківський інститут радіоелектроніки за спеціальністю «Автоматизовані системи управління» і залишилася там працювати.
У 1995 році захистила дисертацію на тему «Синтез адаптивних регуляторів в системах управління складними взаємозв'язаними процесами», здобувши науковий ступінь кандидата технічних наук
З 1994 року почала працювати на кафедрі програмного забезпечення автоматизованих систем Харківського інституту радіоелектроніки, пройшовши шлях від асистента до професора (2005 р.).
З 2005 року — завідувач науково-дослідною лабораторією інформаційних технологій в системах навчання та машинного зору.
У 2009—2010 рр. була відповідальним виконавцем грантової тематики МОНУ «Створення та впровадження у навчальний процес комплексу програм поточного та підсумкового контролю знань та оцінювання якості тестових завдань»
З 2013 року — директор навчального науково-виробничого центру НВЦА, відкритого в рамках ЕС фінансування проекту TEMPUS
У 2013 і 2015 роках — співорганізатор конференцій ICCUBITO, ITIB.
У 2012—2016 рр. — український координатор Проекту TEMPUS IHSITOP № 530319
Пройшла стажування за бюджетною програмою МОН 2201250 «Навчання, стажування, підвищення кваліфікації студентів, аспірантів, науково-педагогічних та педагогічних працівників за кордоном» в Дрезденському технічному університеті (Німеччина).
Є автором понад 300 наукових публікацій, в тому числі 12 свідоцтв інтелектуальної власності.

## Відзнаки та нагороди
- Лауреат Державної премії України в галузі науки і техніки (2008).